# Unión Social Popular
Unión Social Popular (USP) fue un partido político español fundado y dirigido por Enrique Thomas de Carranza.

## Historia
El 12 de enero de 1977, la junta directiva de la Asociación Nacional para el Estudio de Problemas Actuales (Anepa) expulsó de la agrupación a Thomas de Carranza por su intento de integrar el movimiento a la Federación de Alianza Popular. Al mes siguiente, Anepa cambió su nombre a Centro Popular, mientras que los seguidores de Thomas de Carranza se reagruparon para formar la USP.
El partido fue presentado oficialmente el 16 de febrero de 1977, aunque su acta notarial de constitución fue presentada 12 días después. Algunos de sus miembros fueron Ignacio Buqueras Bach, José Luis Cánovas del Pino, Emilio Ruiz Catarineu, Ezequiel Puig y Maestro-Amado, Salvador Serrats Urquiza, y Félix Pérez y Pérez.
El 5 de marzo de 1977 el partido realizó su única Asamblea Nacional en el Palacio de Congresos de Madrid, en la cual se eligió su comité ejecutivo liderado por Enrique Thomas de Carranza. Dos días después el partido fue inscrito oficialmente en el registro del Ministerio del Interior.
El 22 de marzo de 1977 la USP se integró en la Federación de Partidos de Alianza Popular, junto con  Acción Regional, Democracia Social, Reforma Democrática y Unión del Pueblo Español. El 12 de abril el comité ejecutivo decidió fusionarse con los otros cuatro partidos para formar un partido único.
La USP desapareció legalmente el 4 de mayo de 1977 al fusionarse con otros cuatro partidos en el Partido Unido de Alianza Popular.